# Liste der Rektoren und Präsidenten der Technischen Universität Berlin
Die Liste der Rektoren der Technischen Universität Berlin führt alle Personen auf, die das Amt des Rektors bzw. Präsidenten der Technischen Hochschule (1879–1944) und Technischen Universität Berlin (seit 1946) ausgeübt haben.

## Technische Hochschule (1879–1944)
| Name                         | von  | bis  |
| ---------------------------- | ---- | ---- |
| Friedrich Karl Hermann Wiebe | 1879 | 1881 |
| Emil Winkler                 | 1881 | 1882 |
| Bernhard Kühn                | 1882 | 1883 |
| Guido Hauck                  | 1883 | 1885 |
| Eduard Dobbert               | 1885 | 1886 |
| Friedrich Rüdorff            | 1886 | 1887 |
| Georg Meyer                  | 1887 | 1888 |
| Julius Schlichting           | 1888 | 1889 |
| Johann Eduard Jacobsthal     | 1889 | 1890 |
| Franz Reuleaux               | 1890 | 1891 |
| Richard Doergens             | 1891 | 1892 |
| Emil Lampe                   | 1892 | 1893 |
| Hermann Rietschel            | 1893 | 1894 |
| Adolf Slaby                  | 1894 | 1895 |
| Heinrich Müller-Breslau      | 1895 | 1896 |
| Guido Hauck                  | 1896 | 1897 |
| Otto Nikolaus Witt           | 1897 | 1898 |
| Adolf Goering                | 1898 | 1899 |
| Alois Riedler                | 1899 | 1900 |
| Fritz Wolff                  | 1900 | 1901 |
| Johann Friedrich Bubendey    | 1901 | 1902 |
| Otto Kammerer                | 1902 | 1903 |
| Georg Hettner                | 1903 | 1904 |
| Adolf Miethe                 | 1904 | 1905 |
| Oswald Flamm                 | 1905 | 1906 |
| Max Grantz                   | 1906 | 1907 |
| Otto Kammerer                | 1907 | 1908 |
| Richard Borrmann             | 1908 | 1909 |
| Walther Mathesius            | 1909 | 1910 |
| Heinrich Müller-Breslau      | 1910 | 1911 |
| Georg Wilhelm Scheffers      | 1911 | 1912 |
| Emil Josse                   | 1912 | 1913 |
| Friedrich Romberg            | 1913 | 1914 |
| Hugo Hartung                 | 1914 | 1915 |
| George Henry de Thierry      | 1915 | 1916 |
| Max Kloss                    | 1916 | 1917 |
| Hermann Hüllmann             | 1917 | 1918 |
| Eugen Jahnke                 | 1919 | 1920 |
| Robert Pschorr               | 1920 | 1921 |
| Rudolf Rothe                 | 1921 | 1922 |
| Erich Blunck                 | 1922 | 1923 |
| Walter Laas                  | 1923 | 1925 |
| Ernst Orlich                 | 1925 | 1926 |
| Alfred Stavenhagen           | 1926 | 1927 |
| Hermann Boost                | 1927 | 1928 |
| Georg Hamel                  | 1928 | 1929 |
| Rudolf Drawe                 | 1929 | 1930 |
| Daniel Krencker              | 1930 | 1931 |
| Ludwig Tübben                | 1931 | 1933 |
| Achim von Arnim              | 1934 | 1938 |
| Ernst Storm                  | 1938 | 1942 |
| Oskar Niemczyk               | 1943 | 1944 |

## Technische Universität (seit 1946)
| Name                       | von              | bis                          |
| -------------------------- | ---------------- | ---------------------------- |
| Max Volmer                 | Anfang Juni 1945 | (kommissarisch)              |
| Georg Schnadel             | Juni 1945        | Oktober 1945 (kommissarisch) |
| Walter Kucharski           | 1946             | 1947                         |
| Jean D’Ans                 | 1947             | 1948                         |
| Kurt Apel                  | 1948             | 1949                         |
| Hans Freese                | 1949             | 1950                         |
| Walter Pflaum              | 1950             | 1951                         |
| Iwan Stranski              | 1951             | 1953                         |
| Otto Dahl                  | 1953             | 1955                         |
| Johannes Lorenz            | 1955             | 1956                         |
| Kurt Dübbers               | 1956             | 1957                         |
| Werner Kniehahn            | 1957             | 1959                         |
| Otto R. Schnutenhaus       | 1959             | 1960                         |
| Johannes Lorenz            | 1960             | 1961                         |
| Herbert Kölbel             | 1961             | 1963                         |
| Paul Hilbig                | 1963             | 1965                         |
| Friedrich-Wilhelm Gundlach | 1965             | 1967                         |
| Kurt Weichselberger        | 1967             | 1968                         |
| Hans Wever                 | 1968             | 1970                         |
| Alexander Wittkowsky       | 1970             | 1977                         |
| Rolf Berger                | 1977             | 1978                         |
| Jürgen Starnick            | 1979             | 1985                         |
| Manfred Fricke             | 1985             | 1993                         |
| Hans-Jürgen Ewers          | 1993             | 2002                         |
| Kurt Kutzler               | 2002             | 2010                         |
| Jörg Steinbach             | 2010             | 2014                         |
| Christian Thomsen          | 2014             | 2022                         |
| Geraldine Rauch            | 2022             |                              |